# Ischnothyreus jivani
Espèce
Synonymes
- Ischnothyrella jivani (Benoit, 1979)

Statut de conservation UICN

 CR B1ab(iii)+2ab(iii) : 
En danger critique
Ischnothyreus jivani est une espèce d'araignées aranéomorphes de la famille des Oonopidae.

## Distribution
Cette espèce est endémique des Seychelles. Elle se rencontre dans la mangrove à Anse Louis sur Mahé.

## Taxinomie
Cette espèce a été placée dans le genre monotypique Ischnothyrella de 2001 à 2012.

## Publication originale
- Benoit, 1979 : Contributions à l'étude de la faune terrestre des îles granitiques de l'archipel des Séchelles (Mission P.L.G. Benoit - J.J. Van Mol 1972). Oonopidae (Araneae). Revue de Zoologie Africaine, vol. 93, p. 185-222.